# علی یوسف هاشم
علی یوسف (عربی: علی يوسف؛ زادهٔ ۱۹ ژانویهٔ ۱۹۹۶ در عراق) بازیکن فوتبال اهل عراق است که در پست مهاجم برای باشگاه ورزشی الزورا بازی می‌کند.